# Hanko, Nystad
Hanko med Morseimenkari och Kouklainen är en ö i Finland. Den ligger i Bottenhavet eller Skärgårdshavet och i kommunen Nystad i den ekonomiska regionen  Nystadsregionen i landskapet Egentliga Finland, i den sydvästra delen av landet. Ön ligger omkring 62 kilometer nordväst om Åbo och omkring 210 kilometer väster om Helsingfors.
Öns area är 1,05 kvadratkilometer och dess största längd är 2,2 kilometer i sydväst-nordöstlig riktning. Ön höjer sig omkring 20 meter över havsytan. I omgivningarna runt Hanko växer i huvudsak blandskog.
På ön, som förbinds med Nystad via väg och järnvägsbro finns Yaras fabrik för konstgödselframställning.

## Delöar och uddar
- Hanko 60°47′34″N 21°21′04″Ö / 60.79284°N 21.35122°Ö
- Morseimenkari 60°48′01″N 21°21′45″Ö / 60.80038°N 21.36263°Ö
- Kouklainen 60°47′57″N 21°21′23″Ö / 60.79913°N 21.35632°Ö